# Lampropeltis zonata pulchra
La serpiente rey de San Diego (Lampropeltis zonata pulchra) es una subespecie de serpiente no venenosa colúbrida endémica del sur de California. Su estado de conservación a nivel estatal es "Especie de especial preocupación".

## Descripción
Una serpiente de tamaño mediano (53-108 cm de longitud total) con una secuencia distintiva de anillos rojos, negros y blancos (díadas tricolores: Savage y Slowinski 1990; estos son similares, pero diferentes de las tríadas de Zweifel 1952b) en la que los anillos blancos relativamente estrechos siempre están bordeados por anillos negros, y la coloración roja, que puede ocurrir como anillos o bandas, bordea anillos negros alternos (Zweifel 1952b; observación personal). Se pueden encontrar patrones aberrantes ocasionales en los que faltan anillos (ver Figura 2 en McGurty 1988). El número de díadas tricolores en el cuerpo (excepto la cola) varía de 27 a 38, y entre el 15% y el 100% de los anillos rojos entre las díadas corporales están completos (Zweifel 1952b). El hocico es negro azabache y el iris es marrón muy oscuro (B. McGurty, com. Pers.).

## Observaciones taxonómicas
Las observaciones taxonómicas realizadas para Lampropeltis zonata parvirubra también se aplican a este taxón, a saber:
"Este taxón no ha sido reexaminado desde que Zweifel (1952b) describió las razas de Lampropeltis zonata . El diagnóstico de L. zonata parvirubra es problemático porque la asignación de individuos a este taxón requiere el uso de una combinación de varios caracteres simultáneamente que individualmente se superponen considerablemente en la variación con otros razas de L. zonata. Se necesitan análisis bioquímicos junto con análisis morfológicos más extensos para comprender mejor el estado sistemático de este taxón. Dado que los individuos de L. z. parvirubra son difíciles de obtener (a pesar de las serpientes cautivas), es casi seguro que se necesitarán técnicas novedosas como la extracción de ADN de especímenes preservados para ayudar a resolver este problema. El análisis de ADN se realizó en este taxón en 1999 (Rodríguez-Robles, Javier, et al. 1999) y la interpretación de los autores sugiere que L. z. pulchra y L. z. parvirubra pertenecen a la misma subespecie y simplemente representan una variación clinal en el patrón de sur a norte dentro del rango. La interpretación de este taxón como una especie completa (Collins 1991) es injustificada y aguarda los análisis antes mencionados".

## Distribución
Esta endémica de California ocurre en las montañas de Santa Mónica (condado de Los Ángeles); Sierra de Santa Ana (condados de Orange y Riverside); Montañas de Santa Rosa (condado de Riverside); y Corte Madera, Cuyamaca, Hot Springs, Laguna y Montaña Palomar (condado de San Diego) (McGurty 1988; Figura 44). En realidad, esta serpiente probablemente esté presente en todas las montañas del condado de San Diego por encima de los 4.000 pies de altura, o que alberguen un hábitat adecuado (Hubbs, 2004). Su rango de elevación se extiende desde cerca del nivel del mar hasta ca. 1800 m (Palomar Mountain, condado de San Diego). Dos especímenes tempranos (SDSNH 9930, USNM 13889) y tres registros posteriores a 1960 (B. McGurty, com. Pers.) Del oeste del condado de San Diego sugieren la posibilidad de poblaciones nativas de este taxón cerca de la costa. Sin embargo, los últimos registros no han sido verificados y los primeros pueden representar especímenes mal etiquetados o mascotas escapadas o liberadas (B. McGurty, com. Pers.).

## Ciclo vital
Lampropeltis zonata pulchra es una serpiente criptozoica secreta que se observa con poca frecuencia, cuyo ciclo vital todavía se comprende solo en parte. Esta serpiente normalmente emerge de los sitios de hibernación en marzo y puede permanecer cerca de la superficie activa hasta noviembre, pero es particularmente conspicua cerca de la superficie desde aproximadamente mediados de marzo hasta mediados de mayo (Klauber 1931, McGurty 1988, Hubbs 2004). durante el cual está activo durante las horas más cálidas del día (observación personal). Más adelante en la temporada, puede estar activo después del anochecer, lo que probablemente esté relacionado con el hecho de que, como la mayoría de las serpientes, tiene un preferenciandum de temperatura relativamente baja y un máximo térmico crítico relativamente bajo (42,5 °C: datos proporcionados para L. zonata, subespecie no especificada; Brattstrom 1965). Sobre la base de individuos cautivos capturados en la naturaleza, el apareamiento probablemente tiene lugar en mayo y los huevos generalmente se ponen en junio o principios de julio (McGurty 1988; observación personal). Las hembras ponen de 4 a 9 huevos de tamaño moderado (un promedio de 36 mm de largo x 16 mm de ancho), de color blanco hueso, con cáscara coriácea que, si son similares a los huevos incubados en cautiverio, requieren al menos 2 meses para desarrollarse antes de la eclosión (McGurty 1988). Las crías generalmente se observan por primera vez entre finales de agosto y principios de octubre (observación personal). Se desconoce el tiempo necesario para alcanzar la madurez reproductiva en el campo, pero en cautiverio L. z. pulchrarequirió de 4 a 5 años para alcanzar la madurez sexual (McGurty 1988). Si los registros de longevidad en cautiverio de otras razas de esta especie son una indicación (ver Bowler 1977), las serpientes reyes de las montañas de San Diego pueden tener una vida relativamente larga. Existen indicios de que L. z. pulchra puede ser altamente filopátrica, utilizando consistentemente parches locales de hábitat adecuado (McGurty 1988), pero los patrones de movimiento de este taxón son en gran parte desconocidos. En la mayoría de las áreas, esta serpiente existe mucho más de lo que se creía anteriormente, y no se limita a afloramientos rocosos. Vive bajo tierra y se ha encontrado en áreas sin rocas utilizando tocones, troncos y cubiertas artificiales, como tablas viejas, latas, concreto, trozos de asfalto e incluso basura. Los únicos ingredientes necesarios para mantener una población de L. z. pulchrason presa y refugio (Hubbs, 2004). Este taxón también es probablemente principalmente saurophagous, y sólo los lagartos de cerca occidental y Eslizones occidentales se han registrado como habiendo sido comido por Kingsnakes montaña de San Diego, pero presa similar a otras subespecies de L. Zonata están probablemente también toma (Newton y Smith 1975, McGurty 1988).

## Hábitat
En las cadenas montañosas interiores, Lampropeltis zonata pulchra se encuentra principalmente en asociaciones de pino ponderosa, Jeffrey y Coulter, y roble negro, y rara vez se encuentra debajo de las asociaciones de bosques de coníferas (Zweifel 1952b, McGurty 1988; observación personal), sin embargo, las serpientes también siguen los corredores ribereños hacia elevaciones más bajas, como el campamento Oak Grove en el condado de San Diego (Hubbs, 2004). En elevaciones más bajas y en cordilleras costeras, ocurre debajo del borde de bosque mixto de robles y coníferas en bosques ribereños, generalmente en el fondo de cañones, que tienen sicomoro occidental (Platanus racemosa), chopo de Fremont, encino de la costa, sauces, rosal silvestre (Rosaspp.) y moras. Se puede encontrar en bosques ribereños estrechos en asociación con tipos de vegetación de chaparral y salvia costera (observación personal; ver McGurty 1988). Las rocas o afloramientos rocosos parecen ser solo un elemento de L. z. hábitat de pulchra (Hubbs, 2004), probablemente porque proporcionan sitios de refugio adecuados y albergan los recursos alimentarios necesarios. Tales ubicaciones también pueden proporcionar sitios de hibernación, sin embargo, L. z. pulchra también se puede encontrar en las laderas cubiertas de chaparrales en las montañas de Santa Mónica, las montañas de Santa Ana y todos los demás hábitats montañosos que ocupan, lejos de cualquier roca. Las serpientes viven bajo tierra en todas las áreas, y aquellas que carecen de cobertura rocosa simplemente utilizan madrigueras de roedores como refugio (Hubbs, 2004).

## Estado de conservación
Estado del estado de California: "Preocupación especial"
Esta serpiente sigue siendo muy apreciada entre los recolectores (S. Barry, R. Fisher y B. McGurty, com. Pers.) A pesar de las prohibiciones de recolectarla o venderla en California (Nicola 1981, California Fish and Game Commission 1990). Los únicos individuos que pueden ser poseídos son aquellos que estaban en posesión de sus dueños antes de que se implementara la prohibición de las regulaciones de colección. Actualmente, este taxón se menciona a la venta en algunas listas de aficionados a los reptiles a $ 250.00 por serpiente (observación personal); esta demanda indudablemente alimenta un mercado negro de este taxón entre los recolectores. Además, McGurty (1988) proporcionó datos para una sola localidad en el condado de San Diego, lo que sugiere una disminución local de L. z. pulchraque atribuye a la recolección excesiva de este taxón. Dado que no se ha producido ningún cambio de hábitat obvio en este sitio (B. McGurty, com. Pers.), La interpretación que McGurty proporcionó puede ser correcta. McGurty (1988) también cita la destrucción del hábitat local por recolectores excesivamente entusiastas (el desmantelamiento de afloramientos y la trituración de troncos y tocones), especialmente en el condado de San Diego, como razones de la disminución de este taxón (ver también Newton y Smith 1975). El desprendimiento de rocas para este taxón, así como para lagartos seleccionados, fue un problema que se reconoció hace más de 15 años, y sigue siendo un problema en ciertas áreas locales a pesar de que alterar el hábitat de esta manera está prohibido por las regulaciones actuales por ambos estados y agencias federales de administración de tierras y recursos. La extracción ilegal de leña también se suma al problema de la alteración del hábitat (McGurty 1988). Si bien McGurty (1988) señaló un problema con la remoción de rocas y otras formas de "astillado de rocas", ahora se sabe que esas alteraciones no afectaron la supervivencia de las serpientes. En la actualidad,L. z. pulchra continúa encontrándose en esas áreas de alteración, incluso utilizando las rocas alteradas, que ahora yacen en el suelo y crean lugares adicionales (aunque diferentes) para la termorregulación (Hubbs, 2004). Hoy, McGurty (com. Pers.) Admite que las rocas no son fundamentales para la supervivencia de la especie, sino simplemente un lugar conveniente para la termorregulación. Cuando no hay una estructura de roca pequeña, las serpientes simplemente se regulan térmicamente en madrigueras o debajo de rocas que son demasiado grandes para moverse.
A pesar de la recolección ilegal de hasta cien individuos de este taxón en el condado de San Diego cada año, la gran abundancia de esta serpiente en esa área (Hubbs, 2004 estima 15,000 individuos solo dentro del área de recolección favorecida) y el pequeño número de días óptimos. ya que dicha recolección (aproximadamente de 10 a 15 por año) ha permitido que exista y prospere una población continua. Aquellos que han monitoreado el área durante más de 20 años (desde que se llevó a cabo la recolección comercial original en la década de 1970) no han visto un agotamiento significativo de serpientes, sin embargo, en realidad ha habido un pequeño aumento en el número (Hubbs, 2004). Si bien existen ciertos sitios fáciles de recolectar en el condado de San Diego, la gran mayoría de la distribución y el hábitat de esta serpiente no se ven afectados por los recolectores debido a la diferente composición del hábitat (es decir, chaparral, salvia costera, arenisca, bosques de robles y grandes zonas ribereñas con poco hábitat en el que se pueden realizar búsquedas). La estimación actual es que cerca de 2.000.000 de estas serpientes existen dentro de todo el hábitat que ocupan en el sur de California, y a la luz del análisis de ADN de Rodríguez-Robles (1999) que agrupaL. z. pulchra con L. z. parvirubra , la población probable supera los 5 millones de serpientes. La mayoría de esas serpientes viven en terrenos sin carreteras e inaccesibles para los coleccionistas. Por lo tanto, la protección de este taxón basada en el temor a una recolección excesiva es infundada (Hubbs, 2004). Un mejor sistema sería proteger a las dos poblaciones en el condado de San Diego que están en mayor riesgo de recolección excesiva, o colocar un pequeño límite de bolsa en la subespecie y alentar a los aficionados a la cría en cautiverio para suministrar a aquellos que deseen poseer L. z. pulchra. Esto eliminaría la necesidad de la recolección ilegal de serpientes salvajes y reduciría rápidamente el valor de las serpientes a medida que más y más estén disponibles en forma de descendientes criados en cautiverio. Ese programa ha funcionado bien para Rosy Boa y California Kingsnake (Hubbs, 2004).

## Otras lecturas
- Hubbs, Brian (2004). Mountain Kings. Tricolor Books. p. 324. ISBN 978-0975464106.
- Zweifel, R. G. (1953). Pattern Variation and Evolution of the Mountain Kingsnake, Lampropeltis zonata. Copeia. p. 152-168.

- Datos: Q7413694
- Especies: Lampropeltis zonata pulchra